# Килишоая
Килишоая (рум. Chilișoaia) — село в Ниспоренском районе Молдавии. Наряду с сёлами Болдурешть и Бэкшень входит в состав коммуны Болдурешть.

## География
Село расположено на высоте 75 метров над уровнем моря.

## Население
По данным переписи населения 2004 года, в селе Килишоая проживает 165 человек (82 мужчины, 83 женщины).
Этнический состав села:
| Национальность | Число жителей | Процентный состав |
| -------------- | ------------- | ----------------- |
| молдаване      | 165           | 100.0             |
| Всего          | 165           | 100%              |